# Artoon
Artoon Co., Ltda. (株式会社アートゥーン Kabushiki-Gaisha Ātūn) foi uma desenvolvedora de jogos eletrônicos japonesa fundada em 1999. Tornou-se uma subsidiária da AQ Interactive em maio de 2004 e tornou-se uma subsidiária integral em junho de 2005. A equipe era afiliada principalmente nos Estados Unidos aos projetos Microsoft Xbox e Xbox 360, embora também tivessem trabalhado com Hudson Soft e Nintendo em outras plataformas.
O pessoal chave da Artoon inclui Yoji Ishii, Manabu Kusunoki, Hidetoshi Takeshita, Yutaka Sugano, Masamichi Harada, Takuya Matsumoto e Naoto Ohshima . Quando a empresa foi formada, atraiu pessoal e talentos de várias equipes de desenvolvimento da Sega, especialmente aquelas que trabalharam em Sonic the Hedgehog (criado por Ōshima) e Panzer Dragoon .
O desenvolvedor tinha aproximadamente 85 funcionários. O foco da empresa era criar conteúdo de jogo original para diversos consoles.  Artoon extinguiu-se quando a controladora, AQ Interactive, entrou com pedido de falência.
Artoon estava situado em Yokohama, província de Kanagawa, Japão. Um estúdio secundário foi mantido em Naha, província de Okinawa, Japão.
Artoon, junto com Feelplus e Cavia, foram todos absorvidos pela controladora AQ Interactive. 

## Jogos desenvolvidos
| Ano                     | Título                                                 | Publicadoras                  | Plataforma(s)                 |
| ----------------------- | ------------------------------------------------------ | ----------------------------- | ----------------------------- |
| 21 de março de 2001     | Pinobee: Wings of Adventure                            | Hudson Soft                   | Game Boy Advance, PlayStation |
| 1 de janeiro de 2002    | The King of Fighters EX: Neo-Blood                     | Hudson Soft                   | Game Boy Advance              |
| 4 de julho de 2002      | Ghost Vibration                                        | Eidos Japan Infogrames Europe | PlayStation 2                 |
| 18 de julho de 2002     | Pinobee and Phoebee                                    | Hudson Soft                   | Game Boy Advance              |
| 25 de julho de 2002     | Ghost Trap                                             | Eidos Interactive             | Game Boy Advance              |
| 12 de dezembro de 2002  | Blinx: The Time Sweeper                                | Microsoft Game Studios        | Xbox                          |
| 18 de novembro de 2004  | Blinx 2: Masters of Time and Space                     | Microsoft Game Studios        | Xbox                          |
| 9 de dezembro de 2004   | Yoshi Topsy-Turvy                                      | Nintendo                      | Game Boy Advance              |
| 17 de fevereiro de 2005 | Swords of Destiny                                      | Marvelous Entertainment       | PlayStation 2                 |
| 7 de dezembro de 2006   | Blue Dragon                                            | Microsoft Game Studios        | Xbox 360                      |
| 25 de janeiro de 2007   | Vampire Rain                                           | AQ Interactive                | Xbox 360, PlayStation 3       |
| 8 de março de 2007      | Yoshi's Island DS                                      | Nintendo                      | Nintendo DS                   |
| 2008 de junho de 26     | The World of Golden Eggs: Nori Nori Rhythm-kei         | AQ Interactive                | Wii                           |
| 16 de outubro de 2008   | Away: Shuffle Dungeon                                  | AQ Interactive                | Nintendo DS                   |
| 19 de fevereiro de 2009 | The World of Golden Eggs: Nori Nori Uta Dekichatte Kei | AQ Interactive                | Nintendo DS                   |
| 1 de novembro de 2009   | Echoshift                                              | Sony Computer Entertainment   | PlayStation Portable          |
| 16 de setembro de 2010  | Club Penguin: Game Day!                                | Disney Interactive Studios    | Wii                           |
| 18 de novembro de 2010  | FlingSmash                                             | Nintendo                      | Wii                           |
| 27 de janeiro de 2011   | The Last Story                                         | Nintendo                      | Wii                           |

## Referência
1. 1 2  Official Artoon Profile Page. Arquivado em 2008-08-04 no Wayback Machine Retrieved on 29 de agosto de 2008 (em japonês)
2. 1 2  Official Artoon Profile Page. Arquivado em 2008-06-12 no Wayback Machine Retrieved on 29 de agosto de 2008
3. ↑  «Artoon And Feelplus Also Absorbed Into AQ Interactive // Siliconera». www.siliconera.com. Arquivado do original em 17 de agosto de 2010
4. ↑  «Ghost Vibration?». 5 de junho de 2002
5. ↑  «Atari UK». www.uk.atari.com. Consultado em 4 de outubro de 2022. Cópia arquivada em 17 de agosto de 2004

## Ligações Externas
- «Site oficial arquivado»